# Pigarg africà
El pigarg africà (Haliaeetus vocifer) és un gran ocell rapinyaire de la família dels accipítrids (Accipitridae). D'hàbits aquàtics i pescadors, es troba a la major part de l'Àfrica subsahariana. El seu estat de conservació es considera de risc mínim.

## Morfologia

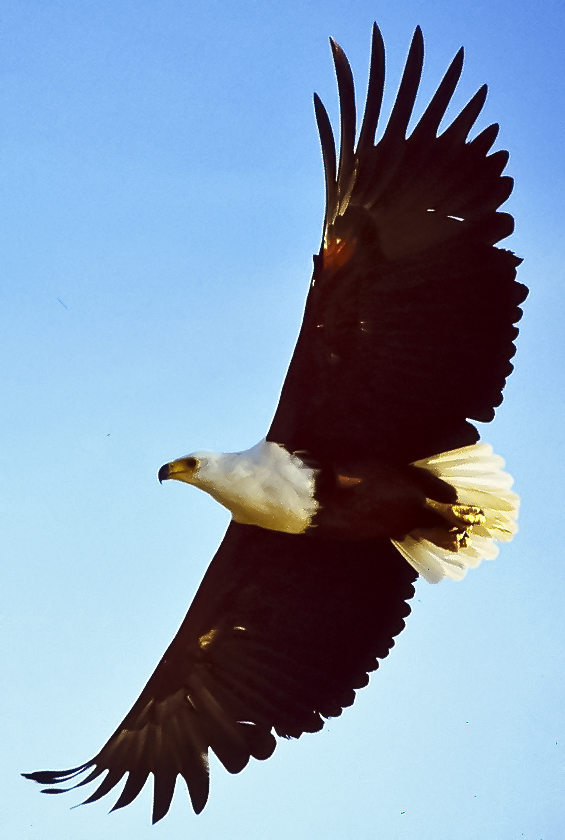
Pigarg africà en vol

- És un gran ocell, amb una llargària de 63 – 75 cm; els mascles són més petits que les femelles, fent aquestes un pes de 3,2 – 3,6 kg (2 – 2,5 kg els mascles) i una envergadura de 2,4 m (els mascles 2 m).
- Aspecte molt distintiu, amb un color general marró i les poderoses ales marró a sota i negre a sobre. Cap, coll, pit i cua blanc pur.
- Bec típic de les àguiles, de color groc amb la punta negra. Potes groguenques.
- Els joves són de color general castany, amb un to més clar en cap coll i pit.

## Hàbitat i distribució
És una espècie molt comuna i notable a prop dels llacs d'aigua dolça, embassaments o rius, encara que de vegades es poden trobar prop de la costa a la desembocadura de rius o llacunes. Ocupa la major part del continent africà al sud del Sàhara. A Madagascar és substituït pel seu parent proper, el pigarg de Madagascar (Haliaeetus vociferoides).

## Reproducció

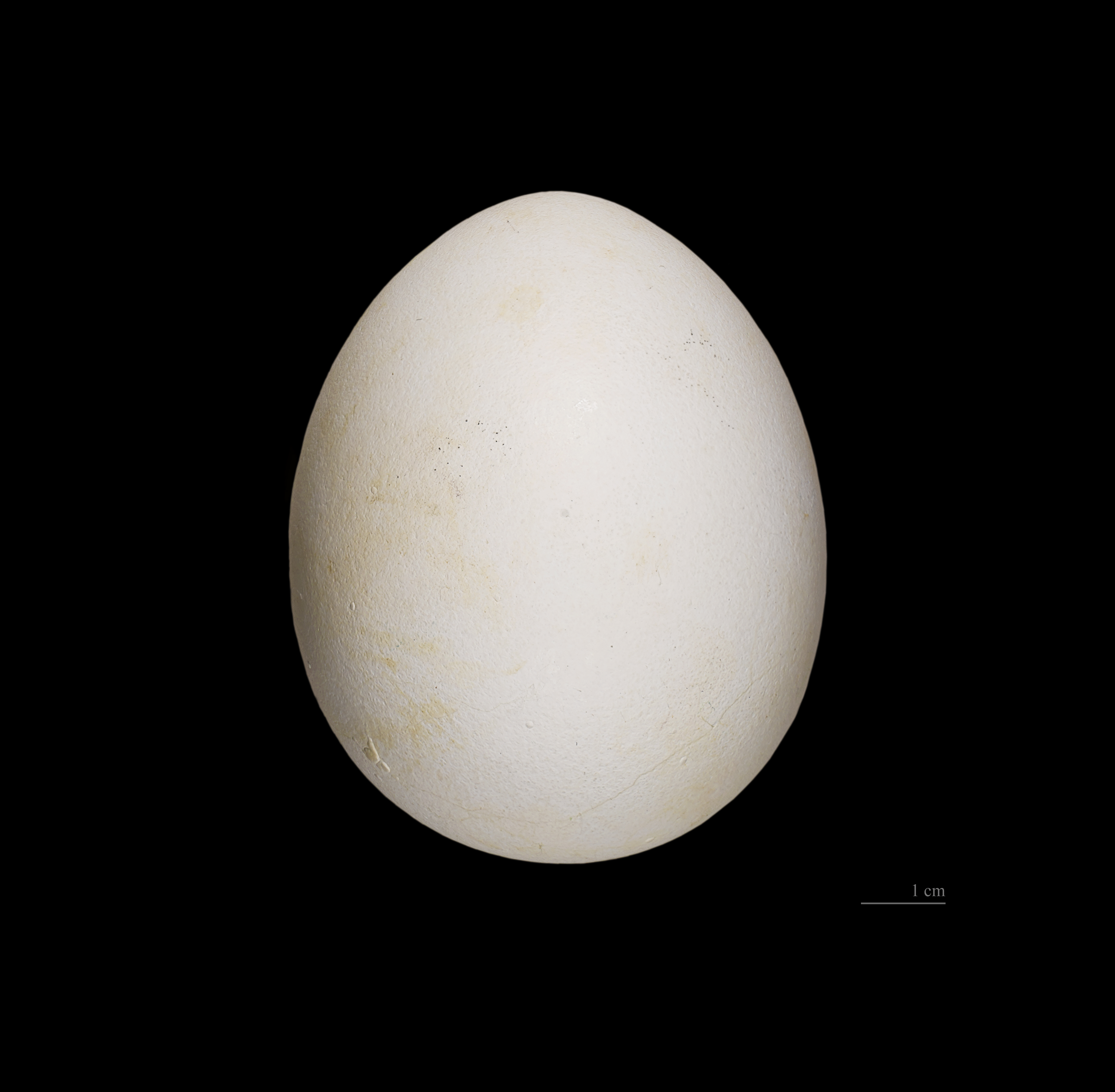
Haliaeetus vocifer

Aquest ocell tria per a la reproducció l'estació seca, quan els nivells d'aigua són baixos. Hom creu que formen parelles de per vida, i amb freqüència reutilitzen el mateix niu, aportant nous materials, de manera que poden arribar a ser molt grans, i alguns arriben als 2 metres d'alçària i 1,2 m d'ample. Construeixen els nius amb trossos de fusta en arbres o penya-segats propers a l'aigua.
La femella pon 1 - 3 ous, blancs amb algunes taques vermelloses, amb intervals d'un o dos dies. Com a norma, cova la femella, però el mascle la substitueix quan aquesta surt a caçar. La incubació dura 42 - 45 dies. Els ous es desclouen sovint amb algun dia de diferència, i normalment el germà major mata els més joves. La cria roman al niu durant 70 - 75 dies, i després de prop de 8 setmanes, el jove és capaç d'alimentar-se ell a soles i comença a aventurar-se fora del niu dues setmanes més tard.

## Alimentació
Des d'una talaia en un arbre, amb una postura bastant erecta, espia els moviments dels peixos, i es llança sobre aquests per agafar-los amb les urpes i tornar a la talaia per menjar. Si es tracta d'un gran peix, de més d'1,8 kg, freqüentment no podrà alçar el vol i l'arrossegarà sobre la superfície de l'aigua fins a arribar-ne a la vora. Ocasionalment, també es pot alimentar d'ànecs, petites tortugues i cocodrils, flamencs i carronya.